# Gospodar Jevremova
La rue Gospodar Jevremova (en serbe cyrillique : Господар Јевремова) est une rue de Belgrade, la capitale de la Serbie. Elle est située dans le quartier de Dorćol et dans la municipalité de Stari grad.
La rue Gospodar Jevremova doit son nom à Jevrem Obrenović, le frère du prince Miloš Obrenović.

## Localisation
La rue Gospodar Jevremova, située dans le centre-ville de la capitale serbe, commence à partir de la rue Tadeuša Košćuška au niveau du parc de Kalemegdan, où se trouve la forteresse de Belgrade. Elle se dirige vers le sud-ouest et croise les rues Rige od Fere, Cara Uroša et Kralja Petra ; elle croise ensuite les rues Višnjićeva, Kapetan Mišina, Kneginje Ljubice, Dobračina, Dositejeva et Francuska avant d'arriver à la rue Skadarska.

## Culture et architecture

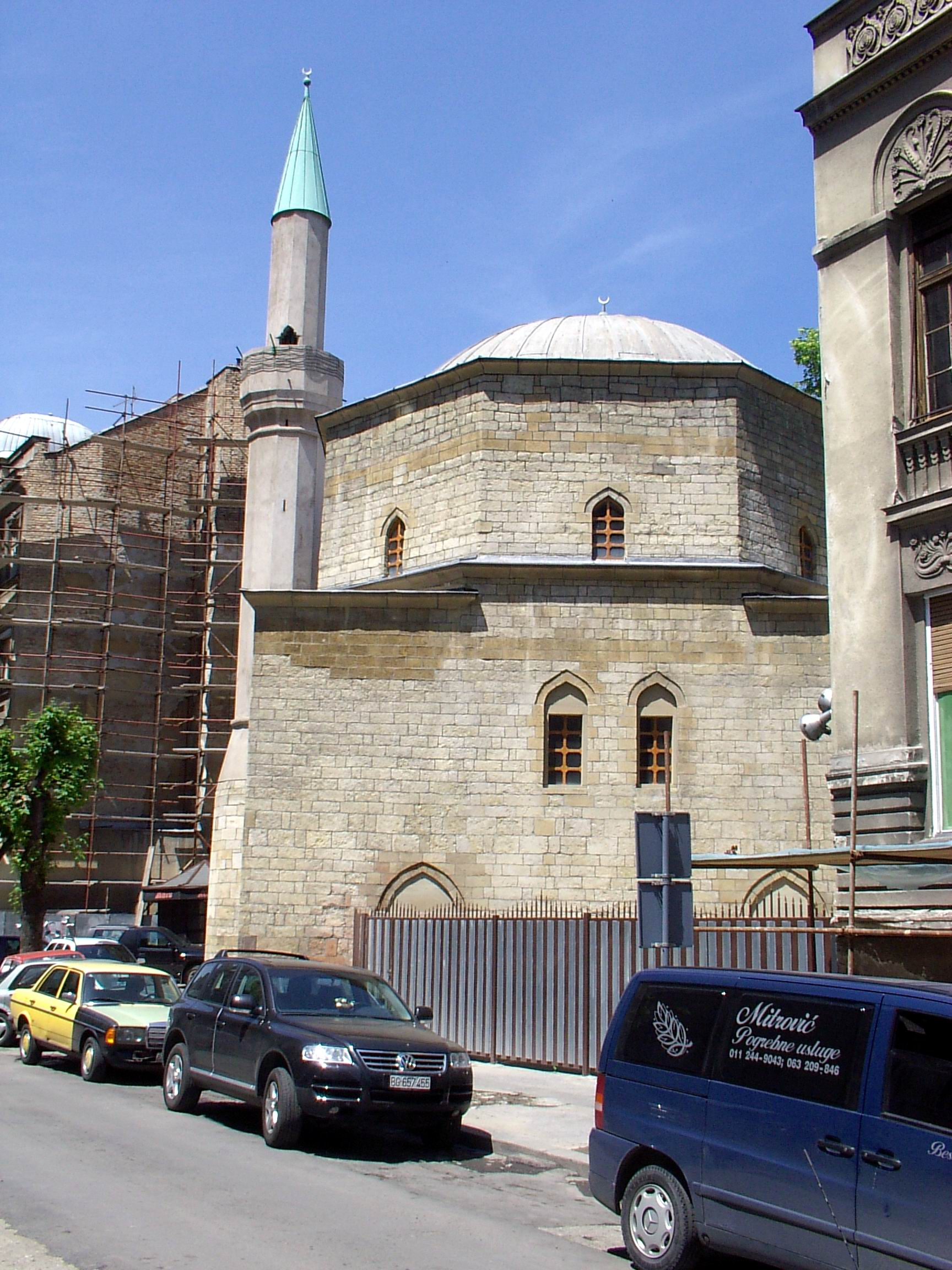
La mosquée Bajrakli

Au n° 11 de la rue se trouve la mosquée Bajrakli, la seule mosquée de Belgrade ; construite entre 1660 et 1688, elle est inscrite sur la liste des monuments culturels de grande importance de la république de Serbie et sur la liste des monuments protégés de la ville de Belgrade.
Le musée de Vuk et Dositej est situé au n° 21 ; créé en 1949, il présente la vie, l'œuvre et l'héritage de Vuk Stefanović Karadžić (1787-1864), le grand réformateur de la langue serbe, et de Dositej Obradović (1742-1811), un écrivain qui fut aussi le premier ministre de l'Éducation du pays ; en raison de son importance historique, le bâtiment qui abrite le musée est également classé,. Le quartier situé autour du musée de Vuk et Dositej, avec ses constructions des XVIIIe et XIXe siècles, est classé parmi les entités spatiales historico-culturelles d'importance exceptionnelle,.
La rue comporte plusieurs autres bâtiments classés, dont celui du musée des arts dramatiques de Belgrade construit en 1836 et inscrit sur la liste des monuments culturels de la grande importance de la république de Serbie et sur la liste des biens culturels protégés de la Ville de Belgrade. Plusieurs maisons d'architectes sont aujourd'hui classées, comme la maison Pavlović, construite en 1882 dans un style académique, la maison de Mihailo Đurić bâtie vers 1910 par Jovan Novaković ou la maison de Dragomir Arambašić, construite en 1906 par Branko Tanazević qui figure aujourd'hui sur la liste des monuments culturels protégés de la république de Serbie et sur la liste des biens culturels protégés de la Ville de Belgrade.
Dans la rue se situe également le bâtiment de la Haute école à Belgrade ; construit entre 1789 et 1804 par Branko Tanazević ; il figure sur la liste des monuments culturels protégés de la république de Serbie et sur la liste des biens culturels protégés de la ville de Belgrade.

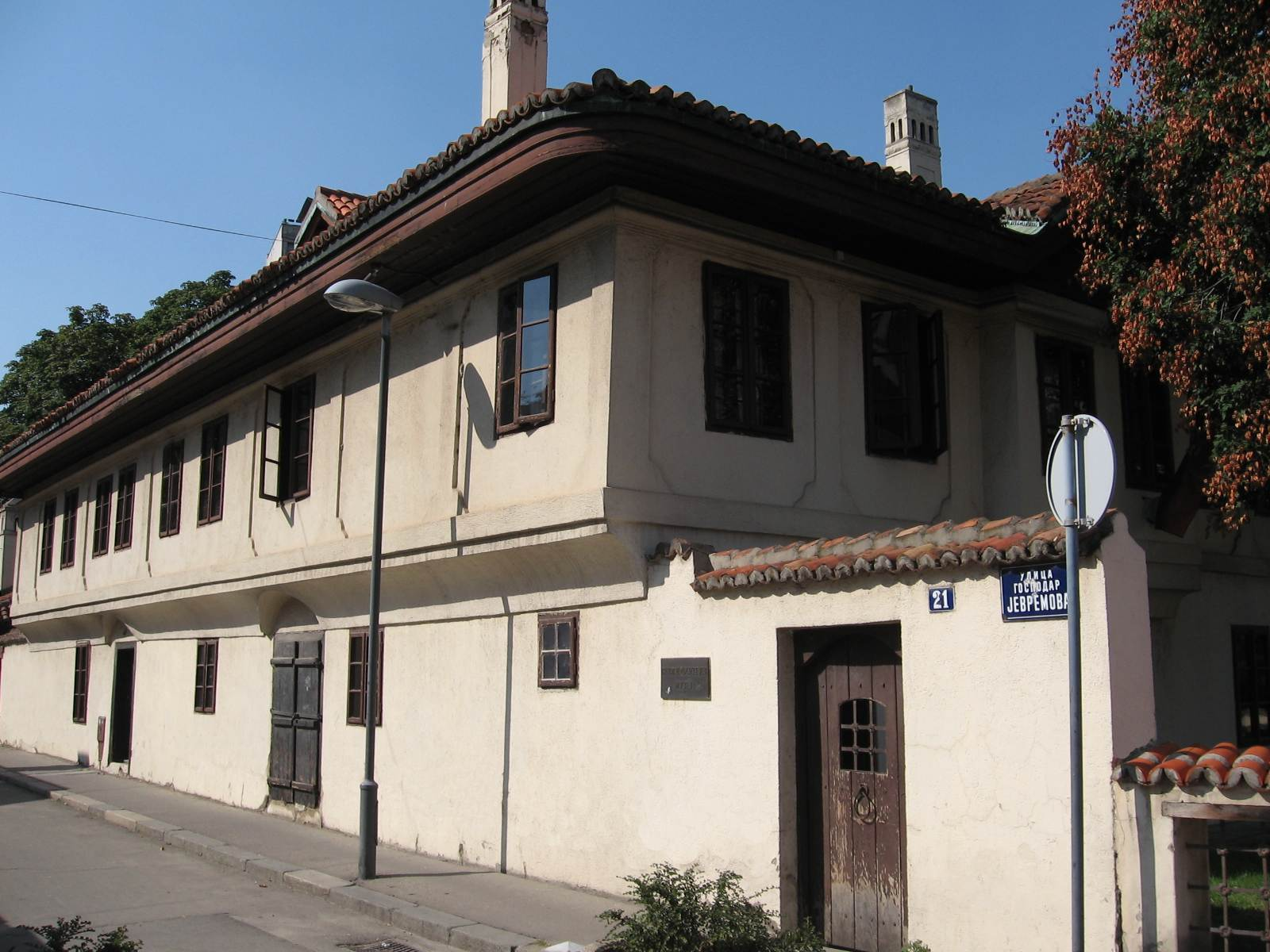
Le musée de Vuk et Dositej
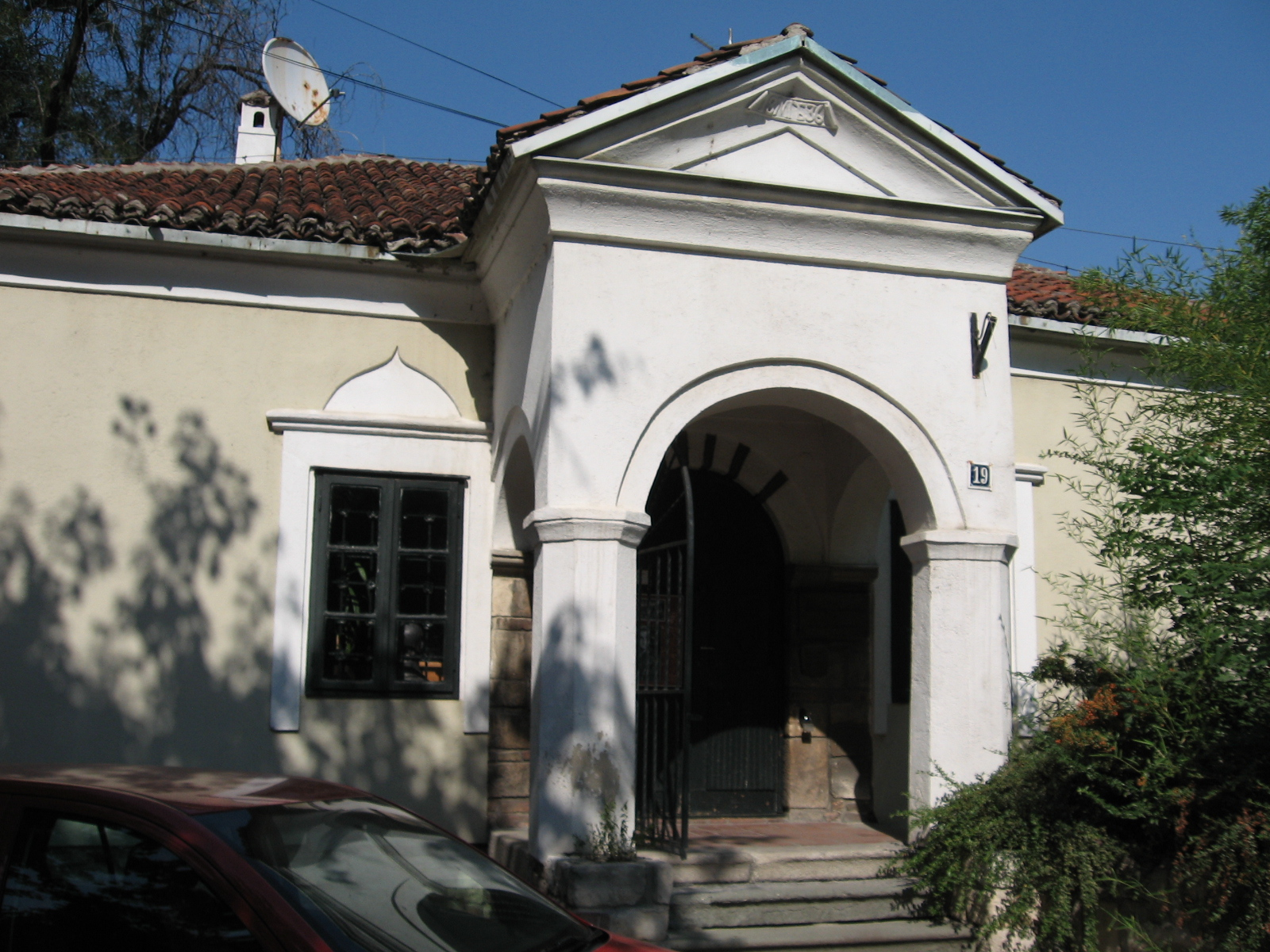
Le musée des arts dramatiques de Belgrade

## Institution
L'ambassade de Macédoine du Nord est située au n° 34.

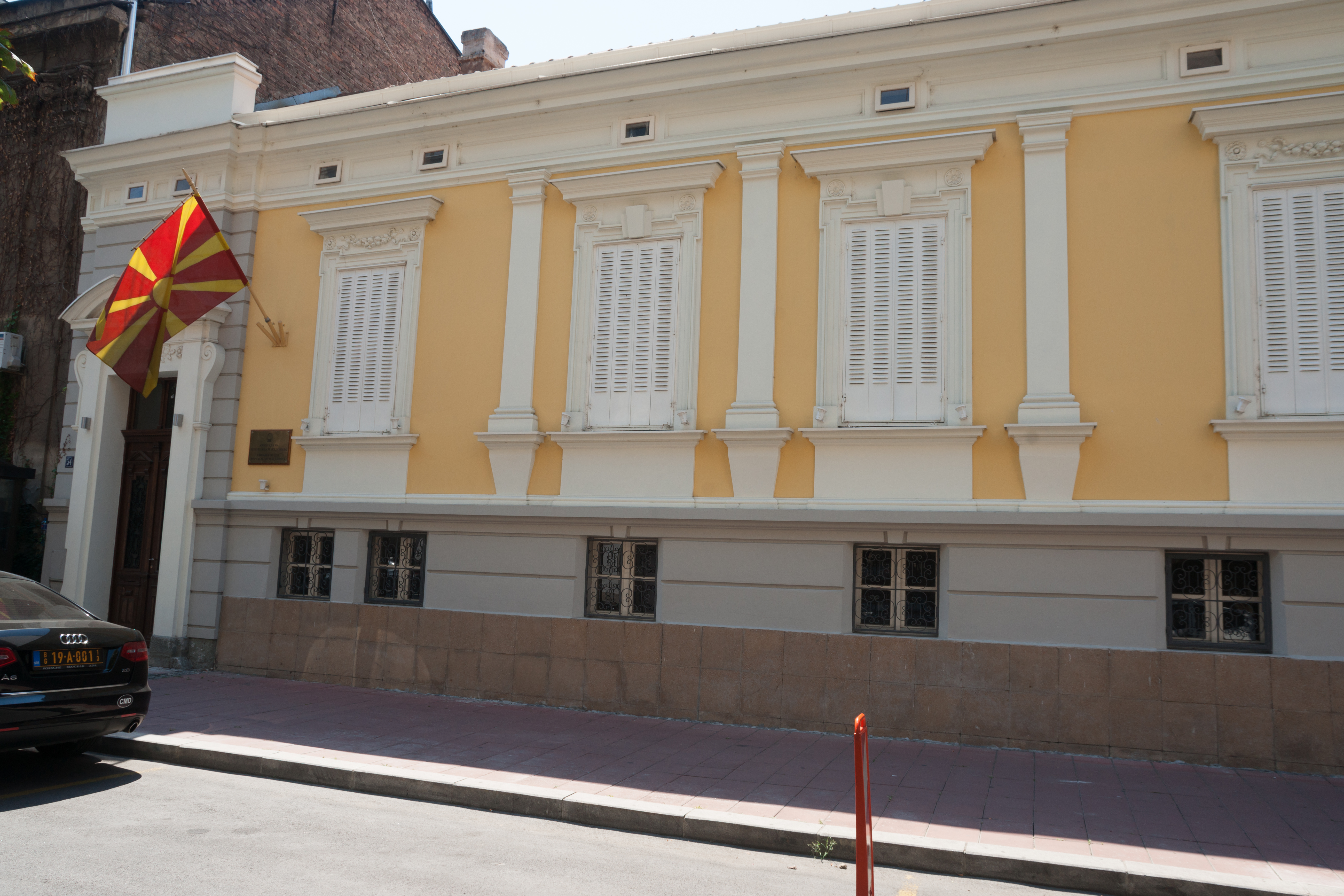
L'ambassade de Macédoine du Nord à Belgrade, au n° 34